# Albany (Lied)

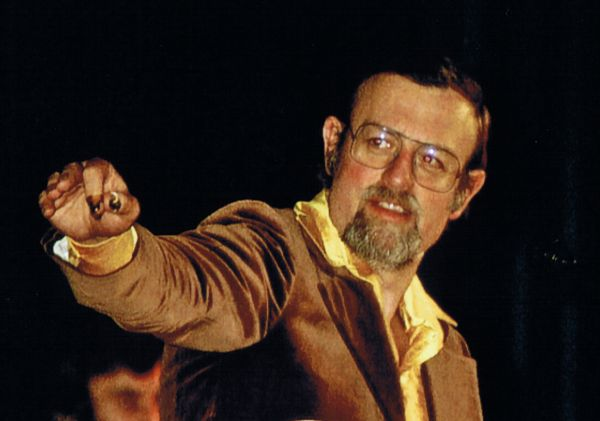
Roger Whittaker 1976

Albany ist ein Song des britischen Folksängers Roger Whittaker aus dem Jahr 1981.

## Inhalt
Im Stil einer alten schottischen Ballade erzählt er unter Dudelsackklängen von dem fiktiven Adeligen Gordon McKenzie auf dem trutzigen Schloss Albany hoch über Norton Green, der in Notwehr seinen eifersüchtigen Bruder Charles erschlägt. Die anderen Clanchefs schützen ihn zunächst vor dem Zugriff der Justiz, können aber letztlich nicht verhindern, dass die Truppen des englischen Königs McKenzie verhaften und das Schloss in Schutt und Asche legen. Die Geschichte ist frei erfunden. 2012 stellte der real existierende schottische Clan der MacKenzies klar, dass sie nie ein Schloss namens Albany besessen hätten und auch keinerlei Bezug zu ihrer Familiengeschichte erkennbar sei.
Der Text stammt von Whittakers langjährigem Songwriter Nick Munro. Kurze Zeit nach der Erstveröffentlichung nahm Whittaker eine deutschsprachige Version auf und veröffentlichte diese als Single.

## Charts und Chartplatzierungen
Albany erreichte in Deutschland Rang drei der Singlecharts und musste sich lediglich Der Kommissar (Falco) und dem Spitzenreiter Skandal im Sperrbezirk (Spider Murphy Gang) geschlagen geben. Die Single platzierte sich acht Wochen in den Top 10 sowie 19 Wochen in den Charts. Albany avancierte nach River Lady (A Little Goodbye) zum zweiten Top-10-Hit für Whittaker in Deutschland. Die Singlecharts erreichte er insgesamt zum bis dato vierten Mal. 1982 belegte das Lied Rang 37 der Single-Jahrescharts. In Österreich konnte sich die Single eine Halbmonatsausgabe in den Charts platzieren und erreichte dabei Rang zwölf. Es ist nach The Last Farewell und River Lady (A Little Goodbye) Whittakers dritter Charthit in Österreich. In der Schweiz erreichte Albany mit Rang sechs seine beste Chartnotierung und platzierte sich vier Wochen in den Top 10 und sieben Wochen in den Charts. Es ist Whittakers zweiter Top-10- sowie Charterfolg nach River Lady (A Little Goodbye).
| ChartsChartplatzierungen | Höchstplatzierung | Wochen |
| ------------------------ | ----------------- | ------ |
| Deutschland (GfK)        | 3 (19 Wo.)        | 19     |
| Österreich (Ö3)          | 12 (2 Wo.)        | 2      |
| Schweiz (IFPI)           | 6 (7 Wo.)         | 7      |

| ChartsJahrescharts (1982) | Platzierung |
| ------------------------- | ----------- |
| Deutschland (GfK)         | 37          |

## Coverversionen
Deutsche Coverversionen stammen vom Orchester Udo Reichel und der Party Service Band (jeweils 1982) sowie von Ross Antony (2013). Daneben gibt es die niederländische Coverversion Vreemdeling von Bonnie St. Claire aus dem Jahr 1983 sowie eine Instrumentalversion der schwedischen Band Ingmar Nordströms von 1982.